# Buch (Trautskirchen)
Buch ([buːx] ) ist ein Gemeindeteil der Gemeinde Trautskirchen im Landkreis Neustadt an der Aisch-Bad Windsheim (Mittelfranken, Bayern). Die Einöde Bucher Mühle zählt zu dem Gemeindeteil. Die Gemarkung Buch hat eine Fläche von 10,187 km². Sie ist in 944 Flurstücke aufgeteilt, die eine durchschnittliche Fläche von 10790,88 m² haben. In ihr liegen neben dem namensgebenden Ort die Gemeindeteile Fröschendorf, Merzbach, Schußbach und Steinbach.

## Geografie
Das Dorf liegt im Mündungsdreieck von deren großem linken Zufluss Steinbach zur Zenn, in welche unterhalb des Ortes und noch kurz vor dem Steinbach der kurze Horbach von der anderen Seite einläuft. Einen Kilometer nördlich des Ortes erhebt sich der Alte Herod (426 m ü. NHN) im Schußbachwald. 0,75 km südwestlich beginnt der Hörbachgrund am Fuße eines anderen Hangwaldes.
Im Dorf mündet die aus dem Steinbachtal herab- und zuletzt an Steinbach vorbeiführende Kreisstraße NEA 17 in die der Zenn entlang laufende Staatsstraße 2413, welche Unteraltenbernheim weiter oben durch Buch hindurch und an Fröschendorf vorbei mit Trautskirchen verbindet. Ein Wirtschaftsweg führt an der Bucher Mühle vorbei nach Merzbach, das in einem Nachbartal im Nordosten liegt.

## Geschichte
Der Ort wurde um 1150 erstmals urkundlich erwähnt, als Graf Rapoto von Abenberg nach der Auflösung des Klosters Abenberg dessen ehemalige Güter in Buch dem Kloster Heilsbronn schenkte. Namensgebend war ein Buchenwald. 1294 schenkten Konrad IV. von Nürnberg und seine Frau Agnes dem Deutschen Orden die Burg Virnsberg mit Eingehörungen, wozu auch Buch zählte. 1353 schenkte Ernst von Onolzbach dem Kloster Heilsbronn u. a. Güter in Buch.
Gegen Ende des 18. Jahrhunderts gab es in Buch 15 Anwesen. Das Hochgericht übte das Obervogteiamt Virnsberg aus. Die Dorf- und Gemeindeherrschaft hatte die Deutschordenskommende Virnsberg inne. Grundherren waren die Deutschordenskommende Virnsberg (4 Höfe, 7 Halbhöfe, 1 Schmiede), das Rittergut Rügland der Herren von Crailsheim (1 Gut) und die Gemeinde (1 Hirtenhaus, 1 Haus).
Im Jahre 1806 kam Buch an das Königreich Bayern. Im Rahmen des Gemeindeedikts wurde 1808 der Steuerdistrikt Buch gebildet, zu dem Bucher Mühle, Dagenbach, Daubersbach, Einersdorf, Fladengreuth, Fröschendorf, Fröschendorfer Mühle, Kräft, Merzbach, Schußbach, Steinbach, Steinbacher Mühle und Stöckach gehörten. Die 1811 gebildete Ruralgemeinde war deckungsgleich mit dem Steuerdistrikt. Sie war in Verwaltung und Gerichtsbarkeit dem Landgericht Ansbach zugeordnet und in der Finanzverwaltung dem Rentamt Ansbach. Am 1. Oktober 1821 wurde die Ruralgemeinde Buch aufgespalten:
- Buch mit Bucher Mühle, Fröschendorf, Fröschendorfer Mühle, Merzbach, Schußbach und Steinbach und Steinbacher Mühle wurden an das Landgericht Windsheim und das Rentamt Ipsheim überwiesen
- Dauberbach, Kräft und Fladengreuth wurden in die Ruralgemeinde Unternbibert eingegliedert;
- Dagenbach wurde in die Ruralgemeinde Trautskirchen eingegliedert;
- Einersdorf und Stöckach wurden in die Ruralgemeinde Neuhof an der Zenn eingegliedert.[14]

Die freiwillige Gerichtsbarkeit und die Polizei über ein Anwesen hatte jedoch bis 1848 das Patrimonialgericht Rügland inne. Ab 1862 gehörte Buch zum Bezirksamt Uffenheim (1939 in Landkreis Uffenheim umbenannt) und ab 1856 zum Rentamt Windsheim (1919 in Finanzamt Windsheim umbenannt, seit 1932 Finanzamt Uffenheim). Die Gerichtsbarkeit blieb beim Landgericht Windsheim (1879 in Amtsgericht Windsheim umbenannt), seit 1972 ist das Amtsgericht Neustadt an der Aisch zuständig. Die Gemeinde hatte 1964 eine Gebietsfläche von 10,370 km².
Am 1. Juli 1972 wurde Buch im Zuge der Gebietsreform in Bayern nach Trautskirchen eingemeindet.

### Baudenkmäler
- Haus Nr. 6: Wohnstallhaus[19]
- Haus Nr. 7: Bauernhof[19]
- Haus Nr. 8: Wohnhaus[19]

### Einwohnerentwicklung
Gemeinde Buch
| Jahr      | 1818   | 1840   | 1852   | 1855   | 1861   | 1867   | 1871   | 1875   | 1880   | 1885   | 1890   | 1895   | 1900   | 1905   | 1910   | 1919   | 1925   | 1933   | 1939   | 1946   | 1950   | 1952   | 1961   | 1970   |
| Einwohner | 665    | 431    | 429    | 415    | 433    | 441    | 457    | 436    | 421    | 404    | 383    | 381    | 362    | 363    | 368    | 358    | 346    | 350    | 317    | 399    | 418    | 397    | 310    | 302    |
| Häuser    | 118    | 66     |        |        |        |        | 66     |        |        | 68     | 68     |        | 69     |        |        |        | 69     |        |        |        | 69     |        | 65     |        |
| Quelle    | [ 21 ] | [ 22 ] | [ 23 ] | [ 23 ] | [ 24 ] | [ 25 ] | [ 26 ] | [ 27 ] | [ 28 ] | [ 29 ] | [ 30 ] | [ 23 ] | [ 31 ] | [ 23 ] | [ 32 ] | [ 23 ] | [ 33 ] | [ 23 ] | [ 23 ] | [ 23 ] | [ 34 ] | [ 23 ] | [ 16 ] | [ 35 ] |

Ort Buch
| Jahr      | 001818 | 001840 | 001861 | 001871 | 001885 | 001900 | 001925 | 001950 | 001961 | 001970 | 001987 |
| Einwohner | 88     | 108    | 101    | 99     | 84     | 85     | 85     | 104    | 91     | 80     | 70     |
| Häuser    | 14     | 15     |        |        | 15     | 16     | 17     | 16     | 17     |        | 19     |
| Quelle    | [ 21 ] | [ 22 ] | [ 24 ] | [ 26 ] | [ 29 ] | [ 31 ] | [ 33 ] | [ 34 ] | [ 16 ] | [ 35 ] | [ 1 ]  |

## Religion
Der Ort ist seit der Reformation evangelisch-lutherisch geprägt und bis heute nach St. Laurentius (Trautskirchen) gepfarrt. Die Einwohner römisch-katholischer Konfession sind nach Mariä Himmelfahrt (Sondernohe) gepfarrt.